# Andrena perarmata
Andrena perarmata är en biart som beskrevs av Cockerell 1898. Andrena perarmata ingår i släktet sandbin, och familjen grävbin. Inga underarter finns listade i Catalogue of Life.